# Błyskawica (powieść)
Błyskawica (ang. Swift lighting) – powieść napisana przez amerykańskiego pisarza Jamesa Olivera Curwooda w 1926 roku.
Akcja powieści dzieje się w północnej Kanadzie. Książka opowiada o przygodach szarego wilka nazwanego przez Indianina Błyskawicą, który przeżywa przygody w czasie nocy polarnej na barren. Wtedy to, będąc przywódcą stada, spotyka psa domowego Muszkę. Wraz z nią wędrują na południe, do lasów zamieszkanych przez ludzi.